# Las Palas
Las Palas es una pedanía perteneciente al municipio de Fuente Álamo de Murcia, en la Región de Murcia, España.

## Geografía física

### Ubicación
Situada en la comarca natural del Campo de Cartagena al suroeste del municipio de Fuente Álamo de Murcia. Dista 7 km del casco urbano de Fuente Álamo de Murcia y a 40 km de Murcia.

### Orografía
Sus tierras son llanas y están regadas por el agua del Trasvase Tajo-Segura. Cerca encontramos la sierra del Algarrobo cuyo pico más alto es de 713 metros, así como Peñas Blancas de 629 metros que ocupa la segunda posición, con paredes de más de 100 metros de altura y casi un kilómetro de longitud. Las sierras cercanas poseen suelos ricos en  rocas ígneas. En sus faldas aparecen cuarcitas y filitas, mientras que los picos encontramos mármoles y dolomías.

### Climatología
Las condiciones climáticas de la localidad corresponden al definido como clima mediterráneo árido (Bsk) según la clasificación climática de Köppen, con precipitaciones escasas casi todo el año que superan débilmente los 300 mm anuales. No obstante, durante los meses de septiembre y octubre se pueden producir, precipitaciones torrenciales causadas por formaciones tormentosas en altura, conocidas popularmente como gota fría, pudiendo causar importantes inundaciones.

## Historia
Son numerosos los vestigios arqueológicos que evidencian la presencia del hombre desde la antigüedad en los territorios que actualmente ocupa la pedanía de Las Palas. En las cercanías de la localidad, se encuentra el trazado de la antigua vía romana que comunicaba Cartagena con Jaén y cerca de ella numerosas edificaciones a modo de casas rurales romanas como ocurre en muchos lugares del Campo de Cartagena. La fertilidad de los suelos favorecía la agricultura y ello permitía el asentamiento de estas construcciones circundantes a las vías de comunicación. Cercano al paraje del Raal  junto a la carretera que une la localidad con Fuente Álamo, encontramos un yacimiento que evidencia la presencia de pobladores en época romana y árabe.
En la Edad Moderna, una vez finalizada la reconquista, comenzó el proceso de poblamiento de esta zona que dará origen a la localidad actual. En ello debió de tener especial importancia la declaración del camino que transcurría por sus alrededores como Camino Real.
Tenemos constancia de que las tierras de la zona fueron entregadas a colonos pertenecientes al concejo de Lorca para que fuesen roturadas.
Existen documentos fechados en 1463 y 1532, referentes a la delimitación de los concejos de Cartagena y Lorca en los que se hace referencia a El Pozo del Tío Andreo, que sigue conservándose en la actualidad y serviría como abrevadero para el ganado. Se cree que en torno a este pozo comenzaría a construirse el pueblo. Es destacable de este período, la existencia de una torre de defensa fechada en el siglo XVI, Junto a la rambla de La Azohía, en la carretera de Tallante, cuya finalidad, se cree, era la de proteger el territorio de los ataques de piratas berberiscos desde la costa de Mazarrón hacia el interior.  
En 1700 se concede por primera vez el título de villa a Fuente Álamo, sin embargo Las Palas no aparece en esta primera delimitación municipal, por otro lado fallida, pues será abolida años más tarde. 
En el censo de Floridablanca de 1787, la población de Las Palas alcanzaba los 340 habitantes. Esta experimentó un cierto aumento tras las epidemias que azotaron Fuente Álamo a finales del siglo XVIII y que provocaron la emigración de parte de su población hacia los pueblos de alrededor.
Hasta 1820 la localidad sigue estando dividida entre los concejos de Cartagena y Lorca. A partir de esa fecha, es cuando Fuente Álamo vuelve a configurarse como municipio independiente durante el Trienio Liberal, quedando todos estos territorios dentro de la nueva demarcación.
La población siguió en aumento a lo largo de los siglos XIX y XX cuando superó los mil habitantes. Los distintos conflictos y los vaivenes políticos de estos siglos, que atravesó el país en general y los territorios murcianos en particular como la Guerra de la Independencia Española, la Revolución Cantonal o la Guerra Civil. Supusieron, como para el resto del territorio, periodos de prosperidad y de extrema pobreza.
Las últimas décadas de la Dictadura Franquista no consiguieron un reflote económico de la localidad, alejada de los principales núcleos turísticos y polos industriales. Sin embargo, a partir de los años 70 y 80 hay un mayor crecimiento económico con la mejora de las condiciones para la agricultura así como la aparición en la zona de una industria alimenticia basada en la proliferación de ganado, especialmente porcino, y algunas industrias relacionadas con el sector.

## Geografía humana

### Demografía

#### Población
Contaba en 2008 con 1284 habitantes.

#### Evolución
A partir de los años 70 y 80 del siglo XX la localidad volvió a experimentar un importante aumento de la población a la par que una considerable mejora de sus infraestructuras y la creación de centros culturales y deportivos así como parques y zonas ajardinadas. La Recesión de 2008 redujo considerablemente esta prosperidad que hoy se recupera con lentitud.

### Economía
La principal actividad es la agricultura en la que predomina el secano, con cultivos como el almendro o el olivo.

## Naturaleza

### Fauna y flora
Además crecen salvajes las bojas, bolagas y gandules, característicos de esta zona del mediterráneo escasa en precipitaciones. También es frecuente encontrar ejemplares de pino carrasco que debido a la progresiva aridez de la tierra, no llegan a formar masas boscosas. Es característica de esta zona la presencia de la pala o chumbera, también conocida como higuera de indias, que da nombre a la localidad.
La fauna es variada con especies características de las áridas llanuras del sudeste de la península ibérica como conejos, liebres, perdices o codornices. Pero también encontramos especies características de las zonas de montaña, como el zorro, el jabalí o la jineta.
Se pueden observar también aves rapaces como el halcón peregrino, el águila pescadora, el cernícalo o el mochuelo.

## Cultura

### Patrimonio arquitectónico
Las Palas posee algunos monumentos religiosos y civiles de cierto valor histórico y etnográfico.
- Iglesia parroquial de San Pedro Apóstol.
- Molino del Mingrano.
- Plaza del Molino o Rotonda del Molino.
- Molino Viejo.
- Jardín del Molinico.

## Festividades
La festividad más importante de la localidad de Las Palas son sus fiestas patronales. Estas duran algo más de una semana y están dedicadas a San Pedro Apóstol, Por lo que el día grande de estas es el 29 de junio, en ellas se entremezclan las tradiciones religiosas como la procesión con otras populares como los conciertos o el castillo de fuegos artificiales.

## Transporte y comunicaciones

### Por carretera
Dispone de accesos desde las vías RM-E15, RM-E17 y RM-E34.

### En autobús
El servicio de viajeros por carretera del municipio se engloba dentro de la marca Movibus, el sistema de transporte público interurbano de la Región de Murcia (España), que incluye los servicios de autobús de titularidad autonómica.
| Línea | Recorrido                                         | Recorrido                                         | Operador       |
| ----- | ------------------------------------------------- | ------------------------------------------------- | -------------- |
| 41    | Cartagena - Fuente Álamo - Las Palas - La Pinilla | Cartagena - Fuente Álamo - Las Palas - La Pinilla | ALSA (TUCARSA) |